# Frank Brazier
Frank John Brazier (* 24. Februar 1934 in Sydney; † 10. Mai 2021) war ein australischer Radrennfahrer.

## Karriere
Frank Brazier wurde 1955 bei den Australischen Meisterschaften im Bahnradsport über 1 Kilometer Dritter. Bei den Olympischen Sommerspielen 1956 in Melbourne startete Brazier in der Mannschaftsverfolgung.
Danach wechselte Brazier zum Straßenradsport. 1958 gewann er im Straßenrennen bei den British Empire and Commonwealth Games in Cardiff die Silbermedaille und wurde Dritter bei den Nationalen Amateurmeisterschaften.
Bei den Olympischen Sommerspielen 1960 startete Brazier sowohl im Straßen- als auch im Bahnradsport. Im Straßenrennen belegte er den 43. Rang und im Mannschaftszeitfahren den 21. Platz. Im Bahnradsport war er wieder Teil des australischen Teams in der Mannschaftsverfolgung.
1962 stellte er einen neuen Zeitrekord beim Goulburn to Sydney Classic auf und belegte Platz vier bei den British Empire and Commonwealth Games 1962.